# Bruno Gervais
Bruno Gervais (* 3. Oktober 1984 in Longueuil, Québec) ist ein ehemaliger kanadischer Eishockeyspieler, der im Verlauf seiner aktiven Karriere zwischen 2001 und 2017 unter anderem 423 Spiele für die New York Islanders, Tampa Bay Lightning und Philadelphia Flyers in der National Hockey League auf der Position des Verteidigers bestritten hat.

## Karriere
Bruno Gervais begann seine Karriere als Eishockeyspieler bei den Titan d’Acadie-Bathurst, für die er von 2001 bis 2004 in der Ligue de hockey junior majeur du Québec aktiv war. In dieser Zeit wurde er im NHL Entry Draft 2003 in der sechsten Runde als insgesamt 182. Spieler von den New York Islanders ausgewählt. Vor der Saison 2004/05 nahmen die Bridgeport Sound Tigers, das Farmteam New Yorks aus der American Hockey League, den Verteidiger in ihren Kader auf. Während des Lockouts in der National Hockey League erzielte der Kanadier in 76 Spielen 30 Scorerpunkte für Bridgeport, darunter acht Tore. In der folgenden Spielzeit gab Gervais sein Debüt in der National Hockey League für die Islanders, für die er bis zum Saisonende 2010/11 spielte. Am 25. Juni 2011 gaben ihn die Islanders für eine noch zu bestimmende Gegenleistung an die Tampa Bay Lightning ab. 
Im Juli 2012 wurde der Verteidiger als Free Agent von den Philadelphia Flyers mit einem Zweijahresvertrag ausgestattet. Während des Lockouts 2012 absolvierte Gervais neun Partien für die Heilbronner Falken aus der 2. Eishockey-Bundesliga.
Von Juli 2015 an stand Gervais bei den Eisbären Berlin aus der Deutschen Eishockey Liga unter Vertrag. Nach zwei Jahren in Diensten der Eisbären beendete der Kanadier im Sommer 2017 seine aktive Karriere.

## Erfolge und Auszeichnungen
- 2003 LHJMQ Second All-Star Team
- 2006 Teilnahme am AHL All-Star Classic

## Karrierestatistik
(Legende zur Spielerstatistik: Sp oder GP = absolvierte Spiele; T oder G = erzielte Tore; V oder A = erzielte Assists; Pkt oder Pts = erzielte Scorerpunkte; SM oder PIM = erhaltene Strafminuten; +/− = Plus/Minus-Bilanz; PP = erzielte Überzahltore; SH = erzielte Unterzahltore; GW = erzielte Siegtore; 1 Play-downs/Relegation; Kursiv: Statistik nicht vollständig)